# Ejido Benito Juárez, Veracruz
Ejido Benito Juárez är en ort i Mexiko.   Den ligger i kommunen Xalapa och delstaten Veracruz, i den sydöstra delen av landet, 230 km öster om huvudstaden Mexico City. Ejido Benito Juárez ligger 1 295 meter över havet och antalet invånare är 423.
Terrängen runt Ejido Benito Juárez är kuperad. Runt Ejido Benito Juárez är det tätbefolkat, med 331 invånare per kvadratkilometer. Närmaste större samhälle är Xalapa, 3,9 km nordost om Ejido Benito Juárez. I omgivningarna runt Ejido Benito Juárez växer huvudsakligen savannskog.